# راؤول أنطونيو غارسيا
راؤول أنطونيو غارسيا (بالإسبانية: Raúl Antonio García)‏ (13 سبتمبر 1962 بسان ميغيل في السلفادور - 11 يناير 2018) هو لاعب كرة قدم سلفادوري في مركز حراسة المرمى. شارك مع منتخب السلفادور لكرة القدم. أما مع النوادي، فقد لعب مع نادي أكويلا.

## وصلات خارجية
- راؤول أنطونيو غارسيا على موقع الاتحاد الدولي (مؤرشف)  (الإنجليزية)
- راؤول أنطونيو غارسيا على موقع قاعدة بيانات كرة القدم.إي يو (الإنجليزية)
- راؤول أنطونيو غارسيا على موقع ناشيونال فوتبول تيمز (الإنجليزية)